# Conspiración accesoria
La conspiración accesoria (en inglés: Bye Plot) fue una conspiración de un sacerdote católico, William Watson, para secuestrar al rey Jacobo I de Inglaterra y obligarle a derogar la legislación anticatólica. El complot fue revelado por los jesuitas ingleses en 1603, dirigidos por el Padre Henry Garnet, quien informó al Gobierno porque tenía miedo a las represalias contra los católicos si el plan fracasaba, y por la sospecha de los jesuitas sobre las motivaciones políticas de los sacerdotes seculares. Su nombre se debe a la creencia en la época de la existencia de una conspiración principal.
Los sacerdotes católicos William Watson y William Clark fueron juzgados y ejecutados junto con Sir George Brooke por su participación en la conspiración. El 19 de marzo de 1604, como resultado de la trama, el rey Jacobo I de Inglaterra ordenó que todos los miembros del clero católico dejaran Inglaterra.